# Paulinho Santos
João Paulo Maio dos Santos (Vila do Conde, Portugal, 21 de noviembre de 1970), más conocido como Paulinho Santos, es un exfutbolista portugués, se desempeñaba como defensa, lateral izquierdo o centrocampista defensivo.

## Carrera internacional
Paulinho Santos disputó 30 partidos con la selección de fútbol de Portugal. Debutó en enero de 1994 en un amistoso contra España en Vigo. Su último partido con la selección lusa fue en febrero de 1999 en un amistoso contra Países Bajos en París.
Con Portugal disputó la Eurocopa 1996 como lateral izquierdo, pero no pudo jugar la Eurocopa 2000 debido a una lesión.

## Clubes
| Club       | País     | Año         | Partidos | Goles |
| Rio Ave FC | Portugal | 1988 - 1992 | 82       | 1     |
| FC Porto   | Portugal | 1992 - 2003 | 205      | 7     |